# Siergiej Poleżajkin
Siergiej Iwanowicz Poleżajkin (ros. Сергей Иванович Полежайкин, ur. 14 września 1920 we wsi Staryje Turdaki w Mordowii, zm. 10 października 1944 na Litwie) – radziecki wojskowy, Bohater Związku Radzieckiego (1945).

## Życiorys
Urodził się w rodzinie mordwińskiej. Miał wykształcenie niepełne średnie, pracował jako zastępca dyrektora bazy rolniczej w Uzbeckiej SRR, od 1940 służył w Armii Czerwonej, od 1942 należał do WKP(b). W 1943 ukończył wojskową szkołę samochodową w Riazaniu i w maju 1943 został skierowany na front wojny z Niemcami. Walczył na 1 Froncie Nadbałtyckim jako oficer zwiadu samodzielnego pułku motocyklowego 5 Gwardyjskiej Armii Pancernej w stopniu starszego porucznika, 10 października 1944 forsował rzekę Dangę między Kretyngą a Kłajpedą, zginął wówczas w walce. Został pochowany w Kretyndze.

## Odznaczenia
- Złota Gwiazda Bohatera Związku Radzieckiego (pośmiertnie, 24 marca 1945)
- Order Lenina (pośmiertnie, 24 marca 1945)
- Order Czerwonego Sztandaru (dwukrotnie)
- Order Wojny Ojczyźnianej I klasy
- Medal „Za Odwagę”